# Rode Klaas
Rode Klaas (ook bekend als: Rooklaas of Klaas Kuiphoofd) was een 16e-eeuwse Amsterdamse kaperkapitein. Hij ontving in 1525 in Lier kaperbrieven van Christiaan II van Denemarken, die in 1523 Denemarken ontvlucht was wegens een opstand tegen zijn gezag en met zijn familie een veilig heenkomen in de Nederlanden had gezocht.
Rode Klaas hield zijn rooftocht in de graafschappen Holland, Zeeland en de heerlijkheid Friesland.
Hij richtte zich voornamelijk op schepen die handel dreven met het oosten, en kaapte in het Vlie een hulk, twee barken en verscheidene andere schepen. Hoewel hij in Amsterdam zijn geroofde waren niet kwijt kon, vond hij blijkbaar toch kopers op het Zuid-Hollandse eiland Goeree.
Onder druk van afgevaardigden uit Amsterdam, die te lijden hadden onder deze piraterij, trok de Deense koning in ballingschap zijn handen af van de kapers. Christiaan II beval hen terug te keren en hun slachtoffers te compenseren. Rode Klaas trok zich daar niets van aan en eiste juist van Amsterdam amnestie voor hemzelf en zijn bemanning. De Amsterdammers gingen akkoord, maar voor dit besluit hem bereikte was Rode Klaas alweer naar zee uitgevaren.
Later is Rode Klaas door de Hamburgers gevangengenomen en uiteindelijk in Hamburg ter dood gebracht wegens piraterij.
Hij is naamgever van de Rooklaaspolder, eerst nog Rooklaasplaat, destijds gelegen op het huidige eiland Goeree-Overflakkee.

## Onderzoek
Het bestaan van Rode klaas wordt door de 18e-eeuwse historicus Jan Wagenaar o.a. gebaseerd op een referentie naar het register van Mr. Aert van der Goes waarin deze zou zijn beschreven. Ander en meer recentelijk historisch onderzoek naar deze persoon is tot op heden niet bekend.

## Trivia
Medio 2018 werd er een grote muntenschat gevonden in Dirksland. Deze vondst leidde tot de speculatie dat deze gevonden munten een roofschat zou kunnen zijn geweest van Rode Klaas die hij noodgedwongen heeft moeten achterlaten.